# کوسی شیباساکی
کوسی شیباساکی (انگلیسی: Kosei Shibasaki؛ زادهٔ ۲۸ اوت ۱۹۸۴) بازیکن فوتبال اهل ژاپن است.
از باشگاه‌هایی که در آن بازی کرده‌است می‌توان به باشگاه فوتبال کاوازاکی فرونتال، باشگاه فوتبال توکیو وردی، و باشگاه فوتبال سانفریس هیروشیما اشاره کرد.
وی همچنین در تیم ملی فوتبال Japan U-18 بازی کرده‌است.